# Nickelsdorf
Nickelsdorf (maď. Miklóshalma) je obec v Rakousku v spolkové zemi Burgenland v okrese Neusiedl am See. Leží u hranic s Maďarskem.

## Partnerská města
- Geretsried